# جيني سمايلي روبرتسون
جيني سمايلي روبرتسون (10 فبراير 1878 – 26 فبراير 1981)، عُرفت عبر حياتها المهنية باسم جيني سمايلي، هي أول جرّاحة كندية وأول من أجرى عملية جراحة نسائية كبرى في بلادها. وُلدت لأبوين مزارعين، وعملت كمدرسة لتتمكن من تحمل الرسوم الدراسية لكلية الطب قبل تسجيلها بكلية أونتاريو الطبية للنساء التي اندمجت مع كلية الطب في جامعة تورنتو أثناء فترة دراستها فيها. استكملت تدريبها في الولايات المتحدة نظرًا إلى محدودية الخيارات المتاحة في تورنتو. في عام 1911، ساعدت في إعادة تأسيس جامعتها الأم لتصبح مستشفى كلية النساء بعد رفض مستشفيات تورنتو تخويلها بإجراء العمليات الجراحية. توفيت عن عمر ناهز 103 أعوام.

## حياتها المبكرة وتعليمها
وُلدت جيني سمايلي في 10 فبراير 1878، في مزرعة خارج هينسال في أونتاريو، وكانت واحدة من العديد من أبناء بنجامين سمايلي (1839-1886) وجين سمايلي (التي حملت اسم بوشانان عند ولادتها؛ 1849-1906). التحقت جيني سمايلي بالمدارس العامة في هينسال ولاحقًا في سيفورث. أبدت اهتمامها في العلوم الطبية في عمر مبكر. كشخص بالغ، أخبرت إحدى الطبيبات الأخريات التي كانت صديقتها، «كُنت فقط في الثالثة عندما فكرت لأول مرة في أن أصبح طبيبة. لقد سمعت مرة عن طبيبة تبشيرية. توجهت بالحديث إلى أمي سائلة عما إذا كان من الممكن للنساء العمل كطبيبات. أخبرتني بأن ذلك ممكن فأدركت منذ ذلك الحين أن هذا ما سأفعله».
درست سمايلي في البداية لتصبح معلمة وعملت في هذا المجال حتى عمر 25 سنة من أجل توفير الرسوم الدراسية اللازمة للالتحاق بكلية أونتاريو الطبية للنساء. قبل سنتها الثانية في كلية الطب في عام 1906، اندمجت جامعتها مع كلية الطب في جامعة تورونتو، ما جعل الكلية مختلطة الجنس؛ شعرت بعض النساء بالعداء تجاه أقرانهن الذكور، لكن اعتقدت سمايلي أن النساء ذات تأثير إيجابي على الرجال. تخرجت في عام 1909.

## حياتها المهنية
واجهت النساء في كندا صعوبة في تحصيل أي فترة تدريب طبي؛ لم توافق أي مستشفى في تورونتو على استقبالها كمتدربة مقيمة، ما أجبرها على الانتقال إلى الولايات المتحدة حيث استكملت فترة تدريبية في كلية بنسلفانيا الطبية للنساء في مدينة فيلادلفيا. في عام 1910، عادت إلى تورونتو لتبدأ ممارسة المهنة لكنها واجهت رفض جميع الأطباء لتدريبها على الجراحة. نتيجة لذلك، عادت إلى فيلادلفيا لمدة ستة أشهر حيث استطاعت تنفيذ تدريب مكثف تحت إشراف طبيبة جراحة أخرى، وقد شمل التدريب إشرافها على جناح الجراحة لمدة أسبوع كامل إذ يعود الفضل لهذه الخبرة وفقًا لسمايلي في بناء ثقتها بنفسها.
بعد عودتها للمرة الثانية إلى تورونتو، رفضت جميع المستشفيات السماح لها بإجراء العمليات الجراحية. عوضًا عن ذلك، أجرت عمليتها الجراحية الأولى (استئصال المبيض بهدف إزالة ورم فيه) باستخدام ضوء النهار على طاولة المطبخ في منزل المريضة، ما جعلها أول من أجرى جراحة نسائية كبرى في كندا. نتيجة لذلك، أصبحت سمايلي أول طبيبة جرّاحة مسجلة في كندا مع أطباء العصر الحديث لهذا المجال.
في عام 1911، أعادت سمايلي مع زميلاتها تأسيس كلية أونتاريو الطبية للنساء تحت اسم مستشفى كلية النساء نظرًا إلى ارتفاع أعداد المريضات اللاتي ينتظرن دورهن فضلًا عن زيادة عدد الطبيبات في كندا. كان المستشفى موجودًا داخل عدد من المنازل المستأجرة قبل تشييد البناء الجديد، وقد أدت الصعوبات المالية المبكرة إلى جمع النساء المؤسسات للخضار من زوجات المزارعين لإطعام مريضاتهن. انضمت إلى مستشفى كلية النساء في عام 1912، بعد فترة قصيرة من تأسيسه، حيث تولت منصب مساعدة رئيس قسم أمراض النساء، إذ شغلت هذا المنصب حتى عام 1942. أجرت العديد من الجراحات النسائية وجراحات البطن لتتقاعد لاحقًا في عام 1948.
خارج المستشفى، كانت سمايلي إحدى الأعضاء المؤسسين في الاتحاد النسائي الطبي الكندي فضلًا عن نشاطها السياسي في القضايا الليبرالية، إذ شغلت في مرحلة ما منصب رئيسة جمعية النساء الليبراليات.